# ويليام أرشيبالد راي
ويليام أرشيبالد راي هو سياسي كندي، ولد في 3 مايو 1875 في أونتاريو في كندا، وتوفي في 5 مايو 1943. حزبياً، نشط في الحزب الليبرالي الكندي. وقد انتخب عضو الجمعية التشريعية ألبرتا.